# Gideon Sundbäck
Otto Fredrik Gideon Sundbäck, född 24 april 1880  på Sonarps gård, Ödestugu socken, död 21 juni 1954 i Meadville, Pennsylvania, var en svenskamerikansk uppfinnare och industriman.

## Biografi
Sundbäck var son till Jonas Otto Magnusson Sundbäck (född 1846) och Kristina Karolina Klasdotter (född 1852), och hade fem syskon. 
Sundbäck utvecklade och förbättrade blixtlåset. Hans första patent, för dragkedjan Hookless #1 eller Plako, godkändes 29 april 1913. Men det var hans andra patent, Hookless #2, godkänt 20 mars 1917 som blev dagens moderna blixtlås. Han uppfann även den maskin som tillverkade blixtlåset automatiskt, vilket bidrog till världssuccén. Tidigare syddes de för hand på tygband.
Idén med blixtlås var egentligen gammal; redan 1851 fick Elias Howe patent på ett "draglås". Uppfinnaren Whitcomb Judson var den förste som tillverkade blixtlås i större skala, men inget fungerade bra förrän Sundbäck 1906 anställdes i dennes firma.